# Aviation Empire
Aviation Empire is een 3D-strategiespel gemaakt door het Nederlandse bedrijf Little Chicken Game Company.

## Gameplay
Aviation Empire is een strategisch 3D-spel waarin spelers hun eigen luchtvaartmaatschappij kunnen bouwen. De uitdaging is om met een succesvolle luchtvaartonderneming de wereld te veroveren. Spelers kunnen investeren in een vloot van vliegtuigen waarmee ze een netwerk van internationale bestemmingen op kunnen zetten en luchthavens kunnen bouwen met allerlei voorzieningen voor hun passagiers. Ze kunnen de game spelen binnen de historische context van KLM en beginnen in 1919, of ze kunnen ervoor kiezen om hun eigen tijdslijn te creëren.